# Henriette Comte-Anavoisard
Henriette Comte-Anavoisard est une athlète française. 

## Biographie
Henriette Comte-Anavoisard remporte la médaille de bronze en saut en longueur sans élan aux Jeux mondiaux féminins de 1922. Elle est sacrée championne de France de saut en longueur sans élan en 1923 et 1924.
Elle évolue au sein du club des Sportives jusqu'en 1923 puis à l'Élite parisienne à partir de 1924.